# PQエンジェルス
『PQエンジェルス』（ぴいきゅうエンジェルス）は、武内直子による日本の漫画作品。

## 概要
『美少女戦士セーラームーン』完結後、次回作として講談社の月刊少女漫画雑誌『なかよし』で1997年9月号から1997年12月号にかけての4号に発表されたのみで、ファンレター未着事件と原稿紛失事件が原因で打ち切りとなった作品である。その後、連載は再開されず、単行本も未発売。

## あらすじ
1999年8月、空港に来ていた王子と王河は、奇妙なゴキブリにキスされてしまう。閃光と共に少女が出現したが、慌てて立ち去られた。
王子たちが帰宅すると、隣地にいつの間にか和風御殿が建っており、先ほど空港で会った不思議な少女ぴいなっつ（P）と、きゅうり(Q)が引っ越しの挨拶に来た。
更にPとQは、王子の通う黄金虫学院に転入してきた。
PとQは、学園生活を楽しみつつも、くのいちバンクの襲撃を撃退してきたが、元帥から行方不明の女王を探せとの指令が到達した。

## 登場人物
ぴいなっつ・プラム
主人公。フイレン国出身のフイレン人。日本に赴いた後、行方不明の女王を探せとの指令を受ける。
日本では、落花生ぴい子（らっかせいぴいこ）と名乗っている。東京都港区にある私立黄金虫学院中等部二年二組に転入した。14歳。誕生日は3月3日。血液型はO。女王を守る親衛隊「鯱鉾ONIWABAN」（しゃちほこおにわばん）の隊員。選抜試験に過去最高の成績で合格し、親衛隊中最強の同部隊に任命された。コードネームはP。明るく、やや軽率な性格。元来はゴキブリ（蜚蠊：フイレン）の姿だが、通常は少女の姿で過ごしている。時々フイレンの姿に戻るが、人間とキスをすると、少女の姿になる。戦闘時に変身するが少女形である。
きゅうり・キシュ
もう一人の主人公。フイレン人。Pのパートナー。日本では、苦瓜きゅう子（にがうりきゅうこ）と名乗っている。Pと同じクラスに転入した。14歳。誕生日は12月12日。血液型はAB。Pと同じく鯱鉾ONIWABANの隊員。コードネームはQ。しっかりした性格。知的で日本について良く学習している。
PとQは、
蜚蠊三原則（ふいれんさんげんそく）
- 第一条：人間に危害を加えてはならない
- 第二条：自己を守り仲間を守ること
- 第三条：人間を愛してはならない

を守って生活している。違反すると、刑罰に沿って罰せられるという。
羽毛増王子（はげましおうじ）
羽毛増兄弟の弟。Pのクラスメイト。
花に水をやるなど優しい性格である。PとQの不思議な振る舞いを度々目撃したことから、二人を宇宙人と疑っている。殺虫剤会社に勤務する両親はアメリカに赴任しており、普段は不在。
羽毛増王河（はげましおうが）
羽毛増兄弟の兄。
鳥兜星詩留（とりかぶとせしる）
通称はセシル。カップ麺のCMにモデルとして出演する美少女。Pのクラスメイト。オカルト少女でExtraterrestrialやUMAを信じたり、文化祭で水晶玉占いの店を出している。
桜田秋菜（さくらだあきな）
Pのクラス担任。専門は古文。
女王
本名は愛嬌餅餡子（あいきょうもち あんこ）。フイレン国の女王。PとQが鯱鉾ONIWABANに任命される際に、FUJIYAMA城から行方不明となっている。女王が持つ世界を制する宝玉「麒麟玉」を、何者かが探るために攫われた可能性がある。
元帥
白酒（ぱいちゅう）という名を持つ。鯱鉾ONIWABANの上司。行方不明の女王を探せとの指令を出す。
バッキーマウス
PとQの戦闘を補助するペット。探索、調査等を担当。
除虫菊くのいち（じょちゅうぎくくのいち）
くのいちバンクを率いる。ラディカルゾーニに巣喰っている。くのいちバンクが女王の行方不明に関係し、PとQを襲撃していると推測されている。
ホウ酸団子
ハニー
煉乳
ズニア
クリア